# Tōkyō Kōsei Wind Orchestra
Das Tōkyō Kōsei Wind Orchestra (japanisch 東京佼成ウインドオーケストラ Tōkyō Kōsei Uindo Ōkesutora, kurz TKWO) ist ein sinfonisches Blasorchester, das am 3. Mai 1960 von der buddhistischen Risshō Kōseikai mit 20 Mitgliedern und unter der Bezeichnung „Tōkyō Kōsei Blasorchester“ (東京佼成吹奏楽団, Tōkyō Kōsei Suisōgakudan) gegründet wurde. Es wird zu den besten sinfonischen Blasorchestern der Welt gerechnet.

## Überblick
Im Dezember 1973 wurde das Orchester in Tōkyō Kōsei Wind Orchestra umbenannt. Seit 2014 steht es unter der Leitung von Ōi Takeshi.
Das TKWO unternahm zahlreiche Konzertreisen; die erste Europatour 1989 führte nach Österreich, Großbritannien, die Niederlande und die Schweiz. 1993 führte eine Konzerttournee in die Schweiz, 1999 unternahm man die The Millennium Concert Tour nach Taiwan. 2002 führte eine Asientournee durch Taiwan, Singapur und Macao und unternahm eine erste Konzertreise in die USA. Dort trat das Orchester bei zwei Konzerten im Rahmen der 56th annual Midwest Clinic in Chicago auf. Der erste Auftritt in Deutschland erfolgte 2010 in Ulm.
Gastdirigenten waren unter anderem Alfred Reed, Arnald Gabriel, Robert Jager, Thomas Sanderling.
Das Orchester hat mehr als 300 CDs veröffentlicht.

## Dirigenten
- Yasuhiko Shiozawa
- 1972–1974 Masato Usuki
- 1974–1984 Tetsusaburō Hirai
- 1984–1996 Frederick Putnam Fennell, Gründer des Eastman Wind Ensemble
- 2000–2006 Douglas Bostock
- 2010–2012 Paul Meyer
- seit 2014 Takeshi Ōi

## Diskografie
- Frederick Fennell & Tōkyō Kōsei Wind Orchestra
- Tōkyō Kōsei Wind Orchestra: Alfred Reed’s World Of Wind Music, Kosei Publishing Company

## Preise und Auszeichnungen (Auswahl)
- 1991 Preis des japanischen Blasmusikverbandes
- 2007 „Excellent Idea Award“ bei den Japan Record Awards[2]
- 2008 „Classic Album of the year“ bei den Golden Disk Awards
- 2013, 2015 und 2016 Record Academy Award[3]